# ميكيلي ريجيوني
ميكيلي ريجيوني (بالإيطالية: Michele Rigione)‏ (7 مارس 1991 بنابولي في إيطاليا - ) هو لاعب كرة قدم إيطالي في مركزي قلب الدفاع والدفاع. شارك مع منتخب إيطاليا تحت 17 سنة لكرة القدم ومنتخب إيطاليا تحت 18 سنة لكرة القدم ومنتخب إيطاليا تحت 19 سنة لكرة القدم ومنتخب إيطاليا تحت 20 سنة لكرة القدم. أما مع النوادي، فقد لعب مع إنتر ميلان ونادي فوجيا ونادي كاتانزارو ونادي كريمونيسي ونادي غروسيتو ولانشانو كالتشيو 1920 ‏.

## وصلات خارجية
- ميكيلي ريجيوني على موقع إي إس بي إن إف سي (الإنجليزية)
- ميكيلي ريجيوني على موقع قاعدة بيانات كرة القدم.إي يو (الإنجليزية)
- ميكيلي ريجيوني على موقع بيانات كرة القدم. دي إي (الألمانية)
- ميكيلي ريجيوني على موقع Soccerbase.com (لاعب) (الإنجليزية)
- ميكيلي ريجيوني على موقع Soccerway.com (الإنجليزية)
- ميكيلي ريجيوني على موقع عالم كرة القدم.نت (الإنجليزية)